# Cèntul IV de Bearn

Escut d'armes de los Vescomtes de Bearn

Cèntul IV, mal anomenat el Vell, fou vescomte de Bearn des de 1022 fins a la seua mort en 1058.

## Biografia
En morir el seu pare Gastó II, Cèntul encara era menor d'edat, pel que s'instaurà una regència fins a 1022, que Cèntul va accedir als drets plens de vescomte.
Va atorgar gran importància a mantenir bones relacions amb l'església catòlica. En 1022 fundà el monestir de Saint-Pé-de-Geyres, prop de la frontera entre Bearn i Bigorra.
Va acréixer el poder de Bearn en incorporar al seu domini el veí vescomtat d'Auloron, pel que sembla pel seu matrimoni amb Àngela d'Auloron, filla i hereva del vescomte Aner II Llop.
Sembla que va associar al tron el seu fill Gastó, mort en o abans de 1045.
Va guerrejar contra els vescomtats veïns de Dax i Sola, fent matar el vescomte de Dax Arnaud II el 1050. Ell mateix va morir el 1058 en una emboscada per tropes suletines. El va succeir el seu net Cèntul V.

## Descendència
Tingué set fills amb Àngela d'Oloró:
- Gastó III, associat al tron
- Ramon Cèntul
- Auriol Cèntul, senyor de Clarac
- Igon
- Baudreix
- Boeil
- Auga